# No hay mal que dure
No hay mal que dure es una canción y el tercer y último sencillo de la banda de Rock Alternativo mexicana Zoé desprendido del álbum Aztlán. Fue publicado en medios digitales el 15 de noviembre del 2018 El vídeo se publicó en el canal de YouTube de la banda el mismo día igualmente y tuvo la participación de los actores Paulina Dávila y Michelle Chauvet durante la trama del videoclip.

## Historia
La canción fue grabada en estudios Panoram, estudios propios de la banda ubicados en Ciudad de México 

“De hecho, grabamos todo el disco en nuestro propio estudio. Ese es uno de los motivos que hizo que la producción del álbum sea aún más placentera e íntima”
León Larregui 

El tema principal de la canción es la perseverancia y resiliencia personal ante las cosas complejas y emocionales exteriores.

## Lista de canciones

### Descarga digital[8]
| No hay mal que dure — Single |                       |          |  |
| N.º                          | Título                | Duración |  |
| 1.                           | «No hay mal que dure» | 4:52     |  |